# Bronco Buster
Pour les articles homonymes, voir Bronco Buster (homonymie).

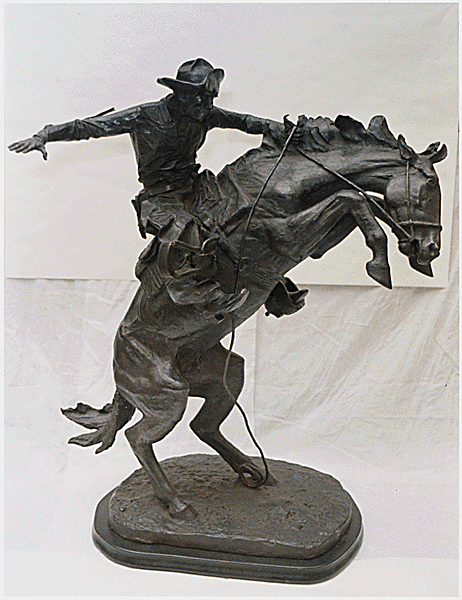
The Broncho Buster by Frederic Remington

The Bronco buster ou Le Dompteur de broncho est la première sculpture en bronze réalisée par l'artiste américain Frederic Remington. Elle est datée de 1895. Elle représente le débourrage d'un cheval sauvage, et symbolise l'esprit conquérant et héroïque qui prévalait aux États-Unis lors de la conquête de l'Ouest.

## Description
Cette œuvre représente un cheval sauvage très fougueux et très musclé. On nous montre son caractère sauvage en le faisant cabrer. Il porte une grosse selle western car un cow-boy essaie de le dompter il s’accroche à la crinière du cheval. 

## Contexte de l’œuvre
La sculpture de Remington est inspirée de l’œuvre du sculpteur russe Lanceray, qu'il a découvert lors d'une exposition de celui-ci à Philadelphie, en 1876. Les sculptures en bronze du Russe sont « détaillées à l'extrême ». En 1892, il entreprend un voyage dans l'Empire russe pour admirer les œuvres de Lanceray. Trois ans plus tard, il modèle « Bronco buster », sa première sculpture et également la plus célèbre.
Elle a depuis été éditée en 300 exemplaires, dont l'un est conservé à la Maison Blanche depuis la présidence de Theodore Roosevelt.